# Eutychios (Bronzeschmied)
Eutychios, altgriechisch Εὐτύχιος, war ein Bronzeschmied, der zwischen dem 3. und 5. Jahrhundert in Aphrodisias belegt ist.
Eutychios ist nur durch die sogenannte „Aphrodisias-Inschrift“ bekannt, eine bedeutende Inschrift, die viel zum Wissen über die Beschaffenheit jüdischer Gemeinden in Kleinasien beiträgt. Die Inschrift in altgriechischer Sprache zählt eine ganze Reihe von Stiftern auf, die sich an der Finanzierung eines Bauwerks beteiligt haben („errichteten der Menge zur Befreiung von Trauer aus eigenen Mitteln ein Grabmal“). Neben verschiedenen Priestern, Ratsherren, Musikern und Tänzern, die vor allem auf der einen Seite der Inschrift, deren beide Seiten wohl zwei nicht zusammen gehörende Inschriften trugen, genannt wurden, werden zudem Händler und Kaufleute, Lebensmittelproduzenten, Gerber, Geldwechsler, Trödler und Personen mit weiteren Berufen genannt. Unter den Genannten werden auch verschiedene Künstler und Kunsthandwerker aufgeführt, darunter neben Eutychios mit Hortasios ein Bildhauer, mit Zotikos ein Armreifmacher, mit Athenagoras ein Zimmermann, mit Eugenios ein Goldschmied, mit Paramonos ein Maler sowie mit Gorgonios und Patrikios zwei weitere Bronzeschmiede.
Mehr als sein Name ist von Eutychios und seiner Tätigkeit nicht bekannt. Auch der Vatersname wird anders als bei einigen anderen der Stifter nicht genannt. Er wird in dem Abschnitt der Inschrift aufgeführt, in dem der jüdischen Gemeinde nahe stehende Nichtjuden („Gottesfürchtige“) aufgeführt werden, womöglich handelte es sich um eine dem Christentum nahe stehende Gemeinde. Es steht noch ein weiterer Stifter des Namens auf der Liste, der aber Geflügelhändler war.